# Antihős
Az antihős egy szereplőtípus, aki olyan személyiségjegyekkel bír, amelyeket hagyományosan a gonosztevőkkel vagy más, a társadalom által megvetett vagy kevésre tartott személyekkel szoktak kapcsolatba hozni. Antihős tehát olyasvalaki, aki a történet keretei között ugyan mint hős szerepel, de onnan kiemelve könnyen úgy látnánk, mint ellenszenves figurát.
Nem muszáj hősnek lenni, ha nem lehet.

## Típusai

### Az igazságkereső hős
Valószínűleg a legelterjedtebb fajta antihős, akinek a hagyományos hőssel egyezőek a céljai, de aki számára „a cél szentesíti az eszközt”. Az igazságkereső csalódott a társadalomban és az igazságszolgáltatásban és a törvényes oldalt feladva a saját módszereivel próbál érvényt szerezni az igazának. Hősiességét az adja, hogy nem csak saját vagy családja létéért kell harcolnia (már önmagában ez is hőssé tehetné), de gyakran egy nagyobb közösség (nép, ország, emberiség, elnyomott kisebbség stb.) sorsa is az ő harcának sikerén áll vagy bukik.
Tipikus igazságkeresők:
- Robin Hood, Rózsa Sándor, Sobri Jóska
- Mad Max az azonos című filmből
- Simon József, a Dögkeselyű taxisofőrje
- Szellemkutya, az azonos című film főhőse
- Katona József Bánkja
- Batman (képregény-figura), aki egyben szörny-típus is.
- Condrado Cattani felügyelő, a Polip c. filmsorozat hőse
- The Punisher / Megtorló (képregény-figura)
- Roland Deschain, Stephen King A Setét Torony ciklusának főhőse

### A fejlődő hős
Egy másik típusú antihős a történet elején gyakran kegyetlen, cinikus, önző, előítélettel teli, érzéketlen, éretlen, vagy közömbös. Ahogy a történet előrehalad, a szereplő megváltozik és fejlődik és végül lélekben is hősiessé válik.
Tipikus fejlődő hősök:
- Han Solo a Csillagok háborúja filmekben
- Szőke A Jó, a Rossz és a Csúf és Egy maréknyi dollárért
- Raszkolnyikov (Fjodor Mihajlovics Dosztojevszkij: Bűn és bűnhődés c. regényében)
- Richard B. Riddick, a Pitch Black – 22 évente sötétség és A sötétség krónikája című filmből
- Drizzt Do’Urden R. A. Salvatore tollából
- Q a Star Trek világából
- A canterville-i kísértet
- Sandor Clegane, A tűz és jég dala könyvciklusból és a Trónok Harca c. sorozatból
- Arthur Morgan, Rockstar Games 2018-as játékából, a Red Dead Redemption 2-ból

### A sodródó hős
Ez a fajta hős képtelen érdemben bármit is tenni az ellen, ami történik vele, bár többnyire tudatában van a dolgok jelentőségének. A körülötte működő hatalmakhoz képtelen felérni, és többnyire csak hétköznapi sikereket könyvelhet tettei többnyire balul sülnek el. Helyzete a tragikus hősökkel rokonítja. Antihőssé nem feltétlenül, de gyakorta válik, ha helyzete gonosztettekbe kényszeríti.
Példák:
- Szinuhe Mika Waltari azonos című regényében
- Michael Corleone, a Keresztapa-filmtrilógia egyik főhőse
- Holden Caulfield a Zabhegyezőből (egyben "hétköznapi hős" is).

### A bukott hős
Az ilyen hős élete csalódások sorozata; bár rendületlenül hisz a céljaiban, képtelen győzedelmeskedni. Ezekben a történetekben többnyire a gonosztevő győz a végén, a hős elbukik.
Tipikus bukott hősök:
- Gatsby F. Scott Fitzgerald A nagy Gatsby című regényében.
- Túrin Turambar J. R. R. Tolkien A Szilmarilok című regényében.
- Júdás Kodolányi János Én vagyok c. regényében (egyben sodródó hős is)
- A Csillagok háborúja Darth Vader-e (egyben időlegesen szörnyeteggé is válik)
- Cheradenine Zakalwe Iain M Banks Fegyver a kézben c. regényében, aki egyben igazságkereső hős, sőt a regény egy epizódjában gonosztevő is

### A hétköznapi hős
Néha az antihős lehet egy hétköznapi személy, aki híján van a hősi képességeknek és erényeknek, és inkább hajlamos olyasmire, mint az önzés, gyávaság vagy lustaság. Általában rajtuk kívül álló okok miatt kerülnek olyan helyzetekbe, amelyekbe a hagyományos hős szokott.
Példák a hétköznapi hősre:
- Széltoló a Korongvilág sorozatból
- Arthur Dent a Galaxis útikalauz stopposoknak-ból
- Szun Vu-kung a Nyugati utazás-ból
- Gavrila Ardalionovics Ivolgin Dosztojevszkij Félkegyelműjé-ből
- Don Quijote Miguel de Cervantes azonos című regényében
- Deadpool (képregény-figura)
- Fakopáncs Frici (animációs-figura)
- Homer Simpson (animációs-figura)
- Dagobert McCsip (képregény-figura), aki egyben fejlődő-típus is
- Holden Caulfield a Rozsban a fogóból (régebben: Zabhegyező) (egyben "sodródó hős" is).

### A sötét hős
Az antihősnek lehetnek olyan jellemzői, amelyek közösek a hagyományos hősökkel, de erkölcsileg kétértelműbb tulajdonságokkal is rendelkezhetnek. A sötét hős általában valóban harcol a gonosz ellen, de tettei nem mindig önzetlenek, nemesek vagy tisztán jók. Megkérdőjelezhető döntéseket hozhatnak, vagy akár erkölcsileg megkérdőjelezhető cselekedeteket is végrehajthatnak egy nagyobb cél nevében.
Példák a sötét hősre:
- Wolverine / Rozsomák (képregény-figura)
- Jaime Lannister a A tűz és jég dala könyvciklusból és a Trónok Harca című televíziós sorozatból.
- Vincenzo Cassano a A maffia ügyvédje című televíziós sorozatból.
- Ikari Sindzsi a Neon Genesis Evangelion-ban
- Kensiró a Hokuto no ken-ban
- Guts a Berserk-ban.
- Ivadék (képregény-figura)
- 47-es ügynök a Hitman című játék-sorozatból
- John Wick, a John Wick-filmsorozat címfőhőse

### A gonosztevő
Némely esetben a hősnek egyáltalán nincsenek pozitív tulajdonságai. A szereplő vitathatatlanul gonosz (még ha vannak jó tulajdonságai is), attól a ténytől eltekintve, hogy a történet rá koncentrál és így arra kényszeríti az olvasót vagy nézőt, hogy szembenézzen a saját sötétségével.
Néhány példa:
- III. Richárd a Shakespeare-darabban
- Drakula gróf a Drakula című regényből
- Humbert Humbert a Lolita-ban
- A Grand Theft Auto játék-sorozat legtöbb főhőse
- Alex DeLarge a Mechanikus narancsban
- Jagami Light a Halállista-ban
- Patrick Bateman a Amerikai psycho-ban
- Walter White a Totál szívás című televíziós sorozatból
- Frank Underwood a Kártyavár című televíziós sorozatból
- Brandon Breyer / Brightburn a Brightburn című filmből
- Melkor, későbbi nevén Morgoth (J. R. R. Tolkien: A szilmarilok)
- Eric Cartman a South Park című animációs sorozatból
- Joker, Batman főellensége a DC Comics amerikai képregénykiadó vállalat történeteiben

### A szörny
Legtipikusabb formájában érző szívű lény, akit azonban különféle okok miatt – leggyakrabban torz, visszataszító vagy félelmetes külseje, és/vagy gyengeelméjűsége, illetve egyszerűen csak rossz híre vagy rendkívüli volta miatt – a társadalom kivet magából. Általában tragikus véget ér. Gonosszá is válhat (ha csak időlegesen is), de az is előfordul, hogy önmagát áldozza fel valamilyen jó cél érdekében. „Szörnysége” modernebb művekben „átvitt” értelmű is lehet, mely például egy kettős életnek csak a „sötétebbik” felében vagy alakjában nyilvánul meg; vagy pedig valójában nem is szörnyeteg, vagy nem olyan mértékben vagy értelemben, ahogyan a környezete hiszi ezt róla (mint Waltari Nero-ja).
Példák:
- Dr. Jekyll/Mr. Hide Robert Louis Stevenson Dr. Jekyll és Mr. Hyde különös esete című regényében
- Quasimodo (Victor Hugo: A párizsi Notre-Dame)
- Hellboy / Pokolfajzat (képregény-figura)
- Nero császár Mika Waltari Az emberiség ellenségei c. regényében
- Q, Star Trek
- Woland professzor és csoportja (Mihail Bulgakov: A Mester és Margarita)
- A dr. Victor Frankenstein által létrehozott névtelen "teremtmény" Mary Shelley regényében.
- Nasztaszja Filippovna Dosztojevszkij A félkegyelmű c. regényében.

### A fanatikus
Ez a karakter „alapjában véve” jószándékú, de saját (pozitív) igazáról és értékeiről oly mértékben meg van győződve, hogy már-már az őrültségig ragaszkodik hozzájuk, ezzel romlásba döntve nemcsak magát, de – súlyos esetben – környezetét is.
Példák:
- Gyakori Henrik Ibsen drámáiban (Werle alakja a Vadkacsában)
- Sütő András: Advent a Hargitán c. műve
- Lugal király Kodolányi János Vízöntő c. regényében (egyben bukott hős is)
- Mr. Harmonika a Volt egyszer egy Vadnyugatból.
- Kosztolányi Nérója
- Sir Charles Grover (aki dínókat vitt a jelenbe kiüríteni Londont hogy visszavigyen egy nagy csoport embert (a tudtukon kívül) hogy újrakezdje az emberi civilizációt), a Ki vagy, doki? sorozat Invasion of the Dinosaurs részéből.